# Tour de Corse 1982
Il Tour de Corse 1982, valevole come Rally di Francia 1982, è stata la 5ª tappa del mondiale rally 1982. Il rally è stato disputato dal 6 all'8 maggio in Corsica.
Il francese Jean Ragnotti si aggiudica il rally distaccando sul podio Jean-Claude Andruet e Bernard Béguin.

## Dati della prova
| Denominazione ufficiale             | Tour de Corse - Rallye de France          |
| Tappa N°                            | 5 di 13                                   |
| Edizione N°                         | 26                                        |
| Data manifestazione                 | da giovedì 06/05/1982 a sabato 08/05/1982 |
| Paese ospitante                     | Corsica                                   |
| Superficie                          | Asfalto                                   |
| Piloti iscritti                     | 181                                       |
| Partiti                             | 177                                       |
| Arrivati                            | 47 (26,6 % )                              |
| Prove                               | 27                                        |
| La più breve                        | 20,90 km (PS17 Carazzi - Bastelicaccia)   |
| La più lunga                        | 83,70 km (PS20 Liamone - Suaricchio)      |
| Velocità media minore               | 76,06 km/h (PS20 Liamone - Suaricchio)    |
| Velocità media maggiore             | 99,24 km/h (PS14 Calvi - Pont de Fango)   |
| Lunghezza complessiva tappe         | 1,176,10 km (70,4% della distanza totale) |
| Lunghezza complessiva trasferimento | 440,60 km                                 |
| Distanza totale                     | 1,616.70 km                               |

## Risultati

### Classifica
| Pos | Pilota              | Copilota                | Auto             | Tempo        | Distacco      | Punti |
| --- | ------------------- | ----------------------- | ---------------- | ------------ | ------------- | ----- |
| 1°  | Jean Ragnotti       | Jean-Marc Andrié        | Renault 5 Turbo  | 14: 11: 19.0 | 0.0           | 20    |
| 2°  | Jean-Claude Andruet | Biche                   | Ferrari 308 GTB  | 14: 16: 57.0 | + 5: 38.0     | 15    |
| 3°  | Bernard Béguin      | Jean-Jacques Lenne      | Porsche 911 SC   | 14: 20: 11.0 | + 8: 52.0     | 12    |
| 4°  | Walter Röhrl        | Christian Geistdörfer   | Opel Ascona 400  | 14: 20: 41.0 | + 9: 22.0     | 10    |
| 5°  | Bruno Saby          | Françoise Sappey        | Renault 5 Turbo  | 14: 27: 31.0 | + 16: 12.0    | 8     |
| 6°  | Guy Fréquelin       | Jean-François Fauchille | Porsche 911 SC   | 14: 35: 16.0 | + 23: 57.0    | 6     |
| 7°  | Michèle Mouton      | Fabrizia Pons           | Audi Quattro     | 14: 43: 48.0 | + 32: 29.0    | 4     |
| 8°  | Francis Vincent     | Francis Calvier         | Porsche 911 SC   | 14: 43: 55.0 | + 32: 36.0    | 3     |
| 9°  | Markku Alén         | Ilkka Kivimäki          | Lancia Rally 037 | 14: 53: 18.0 | + 41: 59.0    | 2     |
| 10° | Robert Simonetti    | Jean-Michel Simonetti   | Renault 5 Turbo  | 15: 35: 43.0 | + 1: 24: 24.0 | 1     |

### Prove speciali
| Giorno                | Prova | Nome                                | Lunghezza | Vincitore           | Tempo       | V. media   | Leader del rally    |
| --------------------- | ----- | ----------------------------------- | --------- | ------------------- | ----------- | ---------- | ------------------- |
| Frazione 1 (6 maggio) | PS1   | Verghia - Bicchisano 1              | 45,70 km  | Jean-Claude Andruet | 29: 42.0    | 92.32 km/h | Jean-Claude Andruet |
| Frazione 1 (6 maggio) | PS2   | Argiusta - Pont de Zigliara 1       | 28,60 km  | Jean Ragnotti       | 21: 07.0    | 81.26 km/h | Jean-Claude Andruet |
| Frazione 1 (6 maggio) | PS3   | Sta. Maria - Sicche - Ciamannacce 1 | 30,90 km  | Jean-Claude Andruet | 20: 07.0    | 92.16 km/h | Jean-Claude Andruet |
| Frazione 1 (6 maggio) | PS4   | Palneca - Abbazia 1                 | 71,10 km  | Jean Ragnotti       | 51: 43.0    | 82.49 km/h | Jean-Claude Andruet |
| Frazione 1 (6 maggio) | PS5   | Kamiesch - Zonza 1                  | 38,30 km  | Jean-Claude Andruet | 25: 16.0    | 90.95 km/h | Jean-Claude Andruet |
| Frazione 1 (6 maggio) | PS6   | Aullene - Zivaco                    | 25,60 km  | Jean Ragnotti       | 17: 53.0    | 85.89 km/h | Jean Ragnotti       |
| Frazione 1 (6 maggio) | PS7   | Cozzano - Vivario                   | 51,50 km  | Jean Ragnotti       | 38: 23.0    | 80.50 km/h | Jean Ragnotti       |
| Frazione 1 (6 maggio) | PS8   | Murracciole - Les Caselles          | 21,10 km  | Jean Ragnotti       | 13: 57.0    | 90.75 km/h | Jean Ragnotti       |
| Frazione 1 (6 maggio) | PS9   | Pont d'Altiani - Pont St. Laurent   | 56,20 km  | Jean-Claude Andruet | 40: 48.0    | 82.65 km/h | Jean Ragnotti       |
| Frazione 1 (6 maggio) | PS10  | Ponte Rosso - Borgo                 | 42,60 km  | Jean Ragnotti       | 33: 05.0    | 77.26 km/h | Jean Ragnotti       |
|                       |       |                                     |           |                     |             |            | Jean Ragnotti       |
| Frazione 2 (7 maggio) | PS11  | Vescovato - Ponte Nuovo             | 59,10 km  | Jean-Claude Andruet | 44: 59.0    | 78.83 km/h | Jean Ragnotti       |
| Frazione 2 (7 maggio) | PS12  | Moltifao - Speloncato               | 38,30 km  | Jean Ragnotti       | 24: 32.0    | 93.67 km/h | Jean Ragnotti       |
| Frazione 2 (7 maggio) | PS13  | Corbara - Calenzana                 | 23,10 km  | Jean-Claude Andruet | 14: 40.0    | 94.50 km/h | Jean Ragnotti       |
| Frazione 2 (7 maggio) | PS14  | Calvi - Pont de Fango               | 35,50 km  | Jean-Claude Andruet | 19: 39.0    | 99.24 km/h | Jean Ragnotti       |
| Frazione 2 (7 maggio) | PS15  | Fango - Evisa                       | 66,00 km  | Jean-Claude Andruet | 45: 44.0    | 86.59 km/h | Jean Ragnotti       |
| Frazione 2 (7 maggio) | PS16  | St. Roch - Suaricchio               | 78,20 km  | Jean Ragnotti       | 59: 03.0    | 79.46 km/h | Jean Ragnotti       |
| Frazione 2 (7 maggio) | PS17  | Carazzi - Bastelicaccia             | 20,90 km  | Jean Ragnotti       | 15: 16.0    | 82.14 km/h | Jean Ragnotti       |
| Frazione 2 (7 maggio) | PS18  | Pont de Masina - Agosta             | 32,50 km  | Jean Ragnotti       | 24: 19.0    | 80.19 km/h | Jean Ragnotti       |
| Frazione 2 (7 maggio) | PS19  | Plaine de Peri - Maison Colonna     | 36,10 km  | Jean Ragnotti       | 26: 54.0    | 80.52 km/h | Jean Ragnotti       |
| Frazione 2 (7 maggio) | PS20  | Liamone - Suaricchio                | 83,70 km  | Jean Ragnotti       | 1: 06: 01.0 | 76.07 km/h | Jean Ragnotti       |
|                       |       |                                     |           |                     |             |            | Jean Ragnotti       |
| Frazione 3 (8 maggio) | PS21  | Verghia - Bicchisano 2              | 45,70 km  | Bernard Béguin      | 32: 32.0    | 84.28 km/h | Jean Ragnotti       |
| Frazione 3 (8 maggio) | PS22  | Argiusta - Pont de Zigliara 2       | 28,60 km  | Guy Fréquelin       | 22: 13.0    | 77.24 km/h | Jean Ragnotti       |
| Frazione 3 (8 maggio) | PS23  | Sta. Maria - Sicche - Ciamannacce 2 | 30,90 km  | Jean-Claude Andruet | 21: 18.0    | 87.04 km/h | Jean Ragnotti       |
| Frazione 3 (8 maggio) | PS24  | Palneca - Abbazia 2                 | 71,10 km  | Jean-Claude Andruet | 53: 27.0    | 79.81 km/h | Jean Ragnotti       |
| Frazione 3 (8 maggio) | PS25  | Kamiesch - Zonza 2                  | 38,30 km  | Walter Röhrl        | 26: 44.0    | 85.96 km/h | Jean Ragnotti       |
| Frazione 3 (8 maggio) | PS26  | Zonza - Santa Giulia                | 36,30 km  | Bernard Béguin      | 23: 25.0    | 93.01 km/h | Jean Ragnotti       |
| Frazione 3 (8 maggio) | PS27  | Calvese - Agosta                    | 43,20 km  | Bernard Béguin      | 28: 21.0    | 91.43 km/h | Jean Ragnotti       |